# .xxx
.xxx – internetowa domena najwyższego poziomu, domena dla serwisów zawierających treści erotyczne i pornograficzne. Domena została zgłoszona w roku 2000 oraz powtórnie w roku 2005, lecz nie została wówczas wprowadzona z powodów politycznych oraz nacisków różnych grup, ostatecznie została wprowadzona w 2011 roku.
Właścicielem domeny .xxx jest spółka ICM Registry.
Nazwa domeny .xxx pochodzi od oznaczenia stosowanego w krajach anglosaskich dla filmów pornograficznych.
W połowie marca 2010 ICANN na spotkaniu w Nairobi ponownie rozważyła wprowadzenie domeny, zaś w czerwcu tego samego roku zezwoliła na jej użytkowanie, mając na względzie ułatwienie filtrowania treści erotycznych w Internecie. Ostateczna decyzja w sprawie tej domeny została podjęta w marcu 2011 roku, gdy ICANN zatwierdziła jej wprowadzenie od czerwca lub lipca 2011 roku. W kwietniu 2011 roku domena została zarejestrowana w ICANN i dodana do głównych serwerów DNS Internetu, a jej administracją zajmuje się ICM Registry LLC.